# (4980) Магомаев
(4980) Магомаев (лат. Magomaev) — типичный астероид главного пояса, открыт 19 сентября 1974 года советским астрономом Людмилой Черных в Крымской астрофизической обсерватории и в 5 марта 1996 года назван в честь советского и российского эстрадного и оперного певца, виолончелиста, пианиста, дирижёра и композитора Муслима Магомаева.

## Обнаружение и именование
(4980) Магомаев
Открыт 19 сентября 1974 года в Научном Л. И. Черных.
Назван в честь известного советского певца, солиста Азербайджанского театра оперы и балета, а затем Большого театра в Москве Муслима Магометовича Магомаева (р. 1942). Замечательный исполнитель песен русских и азербайджанских композиторов и арий из классических опер, он также известен как автор песен и автор партитур к фильмам.
Оригинальный текст (англ.)4980 Magomaev
Discovered 1974-09-19 by Chernykh, L. I. at Nauchnyj.
Named in honor of Muslim Magometovich Magomaev (b. 1942), famous Soviet singer, a soloist at the Azerbaijan Theatre of opera and ballet and later at the Bolshoj Theatre in Moscow. A remarkable performer of the songs of Russian and Azerbaijani composers and of arias in classical operas, he is also known as a songwriter and composer of movie scores.
Источники: DISCOVERY.DB; M.P.C. 26763.

## Орбита

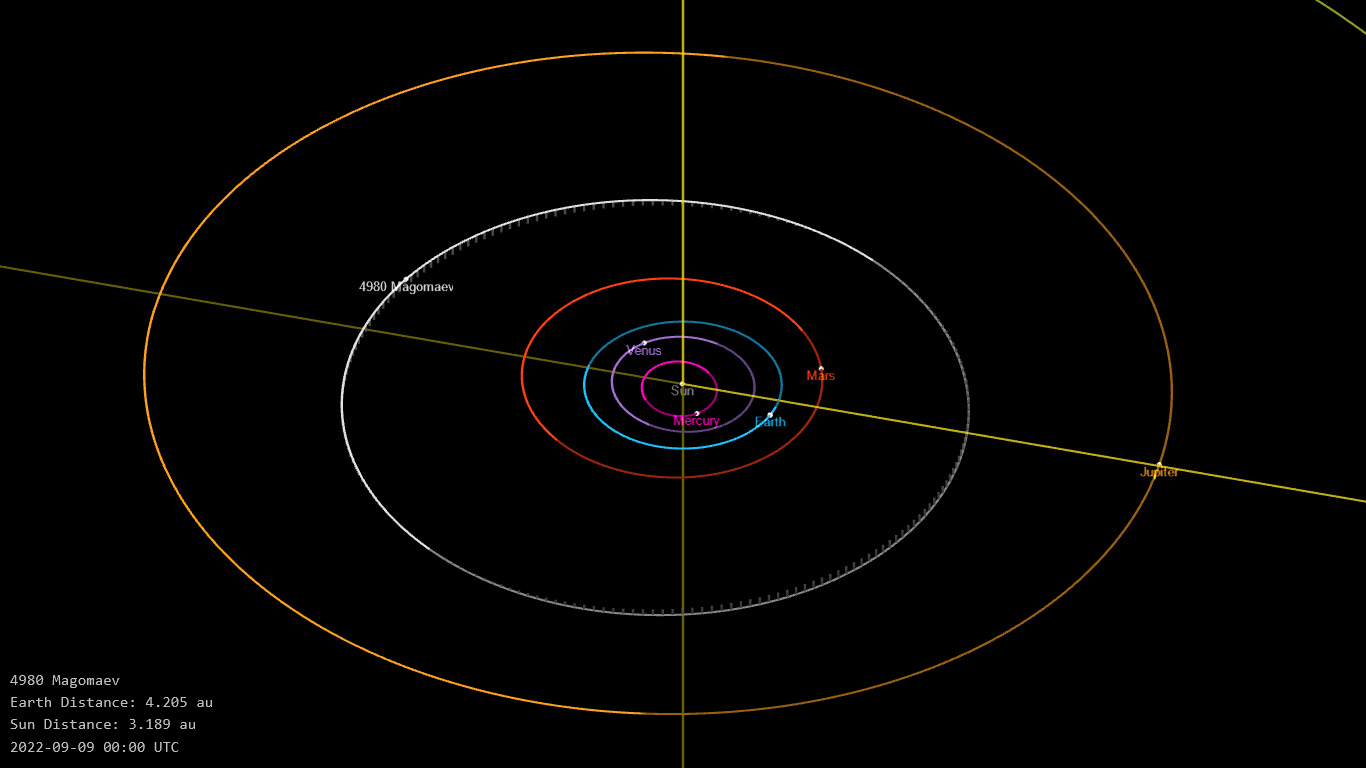
Орбита астероида Магомаев и его положение в Солнечной системе

## Физические характеристики
Астероид относится к таксономическому классу C.
По результатам наблюдений в видимом и ближнем инфракрасном диапазоне космического телескопа NEOWISE диаметр астероида оценивался равным 16,963±0,125 км, 15,47±4,57 км и 16,32±5,46 км. Согласно тем же источникам альбедо оценивается как 0,0738±0,0137, 0,08±0,10, 0,06±0,06 и 0,074±0,014.